# Polana venosa
Polana venosa är en insektsart som beskrevs av Carl Stål 1854. Polana venosa ingår i släktet Polana och familjen dvärgstritar. Inga underarter finns listade i Catalogue of Life.